# (6606) Makino
(6606) Makino est un astéroïde de la ceinture principale.

## Description
(6606) Makino est un astéroïde de la ceinture principale. Il fut découvert le 16 octobre 1990 à Geisei par Tsutomu Seki. Il présente une orbite caractérisée par un demi-grand axe de 3,10 UA, une excentricité de 0,17 et une inclinaison de 5,0° par rapport à l'écliptique.

## Compléments